# Noah Idechong
Noah Idechong là nhà hoạt động bảo vệ môi trường người Palau. Ông là cựu trưởng Ban tài nguyên biển của Palau. Hiện nay ông là nghị sĩ phát ngôn viên của Hạ viện Palau.
Năm 1995 ông đoạt Giải Môi trường Goldman cho các nỗ lực bảo tồn biển ở Palau